# Claudio Biaggio
Claudio Darío Biaggio (Santa Rosa, La Pampa, Argentina; 2 de julio de 1967) es un exfutbolista y actual director técnico argentino. Jugaba como delantero y actualmente dirige al Club Deportivo Comerciantes Unidos de la Liga 1 (Perú)

## Trayectoria

### Como futbolista
Durante su carrera ha jugado para grandes clubes de Argentina, como por ejemplo San Lorenzo de Almagro, donde se destacó, marcando 80 goles en 169 partidos, siendo el décimo máximo goleador de la historia del club. Y después para Club Atlético Colón donde anotó 16 goles en 50 partidos. En Uruguay jugó en Peñarol y Danubio, con este último jugó por la Copa Sudamericana 2002. Jugó en el Girondins de Burdeos en Francia (2 goles en 16 partidos). Disputó partidos en Japón por el Avispa Fukuoka, en Ecuador por el Deportivo Cuenca y en Bolivia por el Oriente Petrolero con el que jugó la Copa Libertadores 2003. Se retiró en Atlético Tapalque donde logro salir campeón

### Como entrenador
En enero de 2014, asumió la dirección técnica de la reserva de San Lorenzo de Almagro. Tras conseguir buenos resultados logró salir campeón en el 2015, formando a su vez jugadores que iban a tener su oportunidad en primera como Marcos Senesi, Nahuel Barrios, Bautista Merlini, Gabriel Rojas etc.
El 23 de septiembre de 2017, tras la renuncia de Diego Aguirre, asumió de forma interina al equipo de Primera División. Tras una serie de buenos resultados en la última parte del 2017, los dirigentes de San Lorenzo decidieron renovarle el contrato hasta diciembre de 2018. En ese mismo torneo lograría clasificar a su equipo a la Copa Libertadores 2019, tras finalizar en el tercer puesto del torneo argentino 2017-18. Después de quedar afuera de la Copa Sudamericana frente a Nacional de Uruguay y de la Copa Argentina contra Temperley, el Pampa dejó el club el 31 de octubre de 2018 renunciando como técnico de San Lorenzo de Almagro.
El 28 de febrero de 2020 fue designado director técnico de Chacarita Juniors.
A su vez en febrero de 2021 fue contratado como entrenador de la Institución Atlética Sud América de la Primera División de Uruguay.

## Clubes

### Como jugador
| Club                          | País      | Año       |
| ----------------------------- | --------- | --------- |
| General Belgrano              | Argentina | 1986-1988 |
| All Boys (SR)                 | Argentina | 1989      |
| Peñarol                       | Uruguay   | 1989-1990 |
| Danubio                       | Uruguay   | 1990-1993 |
| San Lorenzo de Almagro        | Argentina | 1994-1996 |
| Girondins de Burdeos          | Francia   | 1996-1997 |
| San Lorenzo de Almagro        | Argentina | 1997-1999 |
| Colón                         | Argentina | 1999-2000 |
| Avispa Fukuoka                | Japón     | 2001      |
| Deportivo Cuenca              | Ecuador   | 2002      |
| Danubio                       | Uruguay   | 2002      |
| Oriente Petrolero             | Bolivia   | 2003      |
| La Plata FC                   | Argentina | 2004      |
| San Martín (M)                | Argentina | 2004      |
| Juventud de Las Piedras       | Uruguay   | 2005      |
| Deportivo Laferrere           | Argentina | 2006      |
| Estudiantes de Río Cuarto     | Argentina | 2006      |
| Teodelina FBC                 | Argentina | 2007      |
| Ferro Carril Sud de Olavarria | Argentina | 2009      |
| Atlético Tapalqué             | Argentina | 2010      |

### Estadísticas como entrenador
| Equipo                      | Torneo                          | Temporada                   | Estadísticas | Estadísticas | Estadísticas | Estadísticas | Estadísticas | Estadísticas | Estadísticas | Estadísticas | Estadísticas |
| Equipo                      | Torneo                          | Temporada                   | PJ           | G            | E            | P            | GF           | GC           | DG           | Puntos       | Efectividad  |
| --------------------------- | ------------------------------- | --------------------------- | ------------ | ------------ | ------------ | ------------ | ------------ | ------------ | ------------ | ------------ | ------------ |
| San Lorenzo Argentina       | PDA                             | Superliga Argentina 2017-18 | 24           | 13           | 6            | 5            | 29           | 19           | +10          | 45/72        | 62.5%        |
| San Lorenzo Argentina       | Copa Sudamericana               | 2018                        | 6            | 2            | 1            | 3            | 5            | 6            | -1           | 7/18         | 38.89%       |
| San Lorenzo Argentina       | Copa Argentina                  | 2018                        | 4            | 2            | 2            | 0            | 7            | 4            | +3           | 8/12         | 66.67%       |
| San Lorenzo Argentina       | PDA                             | Superliga Argentina 2018-19 | 10           | 2            | 4            | 4            | 12           | 14           | -2           | 10/30        | 33.33%       |
| San Lorenzo Argentina       | Total                           | Total                       | 44           | 19           | 13           | 12           | 53           | 43           | +10          | 70/132       | 53.03%       |
| Chacarita Juniors Argentina | Primera Nacional                | 2019-20                     | 3            | 2            | 0            | 1            | 3            | 2            | +1           | 6/9          | 66.67%       |
| Chacarita Juniors Argentina | Primera Nacional                | 2020                        | 5            | 0            | 1            | 4            | 4            | 9            | -5           | 1/15         | 6.67%        |
| Chacarita Juniors Argentina | Total                           | Total                       | 8            | 2            | 1            | 5            | 7            | 11           | -4           | 7/24         | 29.17%       |
| Sud América · Uruguay       | PDU                             | 2021                        | 19           | 6            | 3            | 10           | 18           | 29           | -11          | 21/57        | 36.84%       |
| Sud América · Uruguay       | Total                           | Total                       | 19           | 6            | 3            | 10           | 18           | 29           | -11          | 21/57        | 36.84%       |
| The Strongest · Bolivia     | PDB                             | Clausura 2022               | 20           | 14           | 5            | 1            | 48           | 18           | +30          | 47/60        | 78.33%       |
| The Strongest · Bolivia     | Total                           | Total                       | 20           | 14           | 5            | 1            | 48           | 18           | +30          | 47/60        | 78.33%       |
| Always Ready · Bolivia      | PDB                             | 2023                        | 5            | 2            | 2            | 1            | 8            | 6            | +2           | 8/15         | 53.33%       |
| Always Ready · Bolivia      | Copa de la División Profesional | 2023                        | 1            | 0            | 1            | 0            | 1            | 1            | 0            | 1/3          | 33.33%       |
| Always Ready · Bolivia      | Total                           | Total                       | 6            | 2            | 3            | 1            | 9            | 7            | +2           | 9/18         | 50%          |
| The Strongest · Bolivia     | PDB                             | 2023                        | 5            | 3            | 0            | 2            | 6            | 4            | +2           | 9/15         | 60%          |
| The Strongest · Bolivia     | Copa Libertadores               | 2023                        | 2            | 1            | 0            | 1            | 2            | 2            | +0           | 3/6          | 50%          |
| The Strongest · Bolivia     | Total                           | Total                       | 7            | 4            | 0            | 3            | 8            | 6            | +2           | 12/21        | 57.14%       |
| The Strongest · Bolivia     | Total en The Strongest          | Total en The Strongest      | 27           | 18           | 5            | 4            | 56           | 24           | +32          | 59/81        | 72.84%       |
| Nacional Potosí · Bolivia   | PDB                             | Apertura 2024               | 9            | 4            | 2            | 3            | 13           | 12           | +1           | 14/27        | 51.85%       |
| Nacional Potosí · Bolivia   | Copa Sudamericana               | 2024                        | 3            | 1            | 1            | 1            | 2            | 5            | -3           | 4/9          | 44.44%       |
| Nacional Potosí · Bolivia   | Total                           | Total                       | 12           | 5            | 3            | 4            | 15           | 17           | -2           | 18/36        | 50%          |
| Total como entrenador       | Total como entrenador           | Total como entrenador       | 116          | 52           | 28           | 36           | 158          | 131          | +27          | 184/348      | 52.88%       |

## Selección nacional
Con la Selección de fútbol de Argentina disputó solo un partido en la Copa América 1995.

### Participaciones en Copa América
| Copa América | Sede    | Resultado        |
| ------------ | ------- | ---------------- |
| 1995         | Uruguay | Cuartos de final |

## Palmarés

### Como jugador

#### Campeonatos nacionales
| Título              | Club                          | País      | Año    |
| ------------------- | ----------------------------- | --------- | ------ |
| Primera División    | San Lorenzo                   | Argentina | C-1995 |
| Torneo Clausura     | Danubio                       | Uruguay   | 2002   |
| Torneo del Interior | Ferro Carril Sud de Olavarría | Argentina | 2009   |

### Como entrenador

#### Campeonatos nacionales
| Título            | Club        | País      | Año  |
| ----------------- | ----------- | --------- | ---- |
| Torneo de Reserva | San Lorenzo | Argentina | 2015 |